# Церковь Бро (Готланд)
Церковь Бро (швед. Bro kyrka) — лютеранская средневековая церковь в Бро на шведском острове Готланд. Она была возведена на месте дохристианского святилища, нынешний же храм был построен в XIII веке. Для его архитектурного облика характерно сочетание романских и готических элементов. В церкви сохранилась и средневековая обстановка, в том числе купель для крещения работы Сиграфа и фрески. Церковь Бро относится к диоцезу Висбю Церкви Швеции.

## История
Нынешняя церковь, вероятно, была построена на месте древнего дохристианского святилища. Рядом с церковью есть колодец, который, по преданию, был жертвенным. Район вокруг церкви изобилует древними артефатками, в частности, несколькими картинными камнями, датируемыми V веком.
Первая христианская церковь, вероятно, была построена в виде деревянного храма в XII веке, от которой, однако, ничего не сохранилось. Нынешняя известняковая церковь, вероятно, была построена в начале XIII века. Современная башня, датируемая 1240-ми годами, является остатками этого первого романского храма. В середине XIII века новая готическая апсида заменила предыдущую романскую, а в конце того же века был возведён новый неф. В то же время средневековое внутреннее убранство церкви обогащалось за счёт новых предметов и украшений.
С тех времён внешний вид церкви не претерпел каких-либо значимых изменений. В интерьере же церкви появились новые украшения, а в 1686 году были предприняты попытки перекрасить старые фрески, которые в некоторой степени повредили средневековые картины. Некоторые детали интерьера, такие как кафедра и алтарь, появились уже в эпоху барокко. Несмотря на это, церковь остаётся одной из наиболее хорошо сохранившихся средневековых церквей Готланда.
Ныне церковь Бро относится к приходу Вескинде диоцеза Висбю Церкви Швеции.

## Архитектура

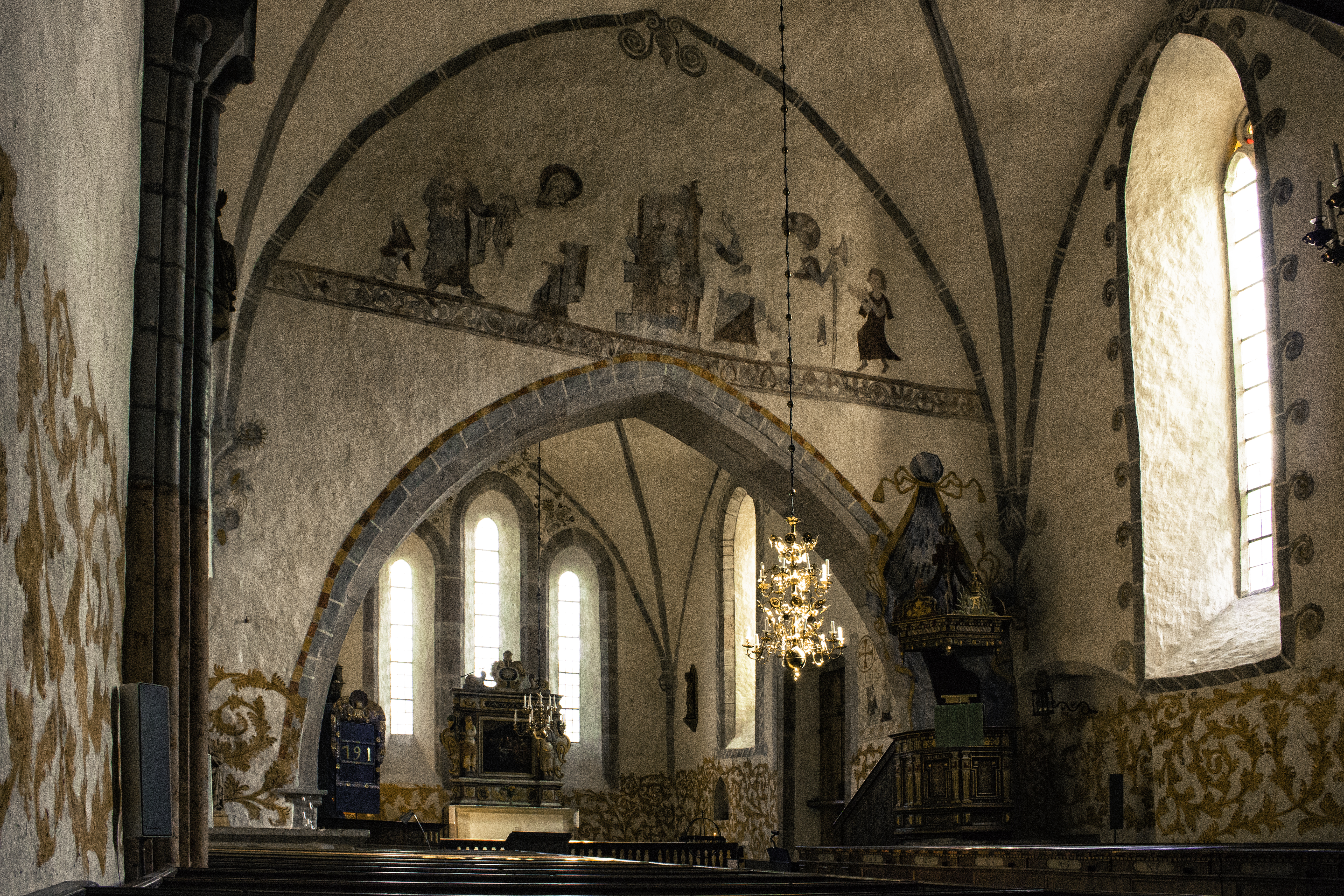
Интерьер церкви с видом на хор

Церковь Бро представляет собой смесь романской и готической архитектуры и искусства с некоторым количеством элементов в стиле барокко. Церковная башня — прочное позднероманское сооружение, неф — высокое готическое помещение с широкими сводами, которые не опираются ни на какие-либо опорные столбы, а доходят до стен. Апсида имеет не полукруглую, а прямую форму, типичную для церквей на Готланде.
Несколько романских фризов, относящихся к более ранней церкви, бессистемно включены во внешнюю стену готической церкви. Кроме того, в стены также замурованы несколько древних картинных камней. Южный портал храма отличается богатой резьбой, с капителями, на одной стороне которых изображены детство Христа, Воскресение и Ад, а на другой стороне — причудливо вырезанная листва.
Настенные росписи покрывают большую часть внутреннего пространства церкви. На оригинальных средневековых картинах изображены сцены из Страстей Христовых и Христа во славе. В XVII веке они в нескольких местах были закрашены акантовыми мотивами и другими декоративными элементами. В церкви Бро сохранилась романская купель для крещения работы скульптора или соответствующей мастерской, известного как Сиграф (ок. 1175—1210). Из прежних средневековых деревянных скульптур сохранился лишь триумфальный крест середины XII века.